# Tatort: Die Reise in den Tod
Die Reise in den Tod ist ein Fernsehfilm aus der Kriminalreihe Tatort der ARD, des ORF und SRF. Der Film wurde vom MDR unter der Regie von Wolfgang Panzer produziert und am 29. Dezember 1996 erstmals ausgestrahlt. Es handelt sich um die Tatort-Folge 349. Für Kriminalhauptkommissar Bruno Ehrlicher und seinen Kollegen Kain  ist es der 12. Fall, den sie von Dresden aus ermitteln.
In dieser Folge hat Kommissar Ehrlicher den gewaltsamen Tod seiner eigenen Ehefrau aufzuklären.

## Handlung
Bruno Ehrlichers Ehefrau ist allein in den Urlaub gefahren und meldet sich überraschend telefonisch aus Krakau. Sie will noch etwas für eine Bekannte erledigen, die sie hier in Polen kennengelernt hatte und der sie helfen möchte. Unmittelbar nachdem sie auf dem Krakauer Bahnhof ein Gepäckschließfach öffnet, detoniert ein Sprengsatz und Lore Ehrlicher ist auf der Stelle tot. Zur Identifizierung soll Ehrlicher nach Krakau kommen. Dort trifft er auf Kommissar Halski aus Warschau, der hier die Untersuchung leitet. Im Koffer von Ehrlichers Frau finden sich Videoaufnahmen aus ihrem Urlaub, auf denen sie mit einem fremden Mann zu sehen ist. Dieser Mann kann als Gerber identifiziert werden und ist Chef eines internationalen Schmugglerrings. Dementsprechend wird nun Lore Ehrlicher als Komplizin gesehen und ihr Mann ist nicht weiter willkommen. Trotzdem kann er nicht anders und will den Mörder seiner Frau finden. Zusammen mit Kain, der zu ihm gereist ist, macht er sich auf den Weg in die Tatra, wo Lore ihren Urlaub verbracht hatte. Dort treffen sie Gerber, der noch immer dort weilt und von dem Anschlag angeblich nichts weiß. Bei ihrem letzten Telefonat sprach Ehrlichers Frau von einer Bekannten, der sie helfen wollte, weil deren Auto einen Unfall hatte und ausgebrannt war. Der Polizei war von einem Unfall nichts bekannt und so suchen Ehrlicher und Kain selber nach dem Wrack, welches sie tatsächlich finden können. Danach begeben sie sich wieder nach Dresden, da der Wagen eine Dresdener Nummer hatte und von dem Besitzer einer Tierhandlung als gestohlen gemeldet worden war.
Inzwischen trifft sich Gerber mit seinem Komplizen und reist eiligst aus der Tatra ab. Auch er will die Frau finden, mit der Lore in Kontakt gekommen war. Er weiß allerdings, dass es sich dabei um eine Ingrid Merkel handelt, die ihn um seine neueste illegale Lieferung betrügen will. Die Bombe in dem Schließfach, welches fälschlicherweise von Lore Ehrlicher geöffnet wurde, war für Merkel gedacht. Sie sollte darin eigentlich 100.000 DM finden und dafür die Frachtpapiere von Gerbers nächster Lieferung zurückgeben, die sie ihm gestohlen hatte. In einer gewissen Vorahnung hatte Merkel deshalb jemand anderen geschickt.
Auch die polnische Polizei kommt allmählich dahinter, dass die gesuchte, ihnen unbekannte Frau aus Dresden stammen muss. So reist Kommissar Halski zu Ehrlicher und ermittelt nun zusammen mit ihm. Gerber hat inzwischen auf der Suche nach Merkel deren Vater getötet, während ihr es gelingt, seinen Komplizen zu beseitigen. Nachdem Ehrlicher ihren Freund Wolodja Gremtschuk festsetzen kann, gelingt es ihm, durch ihn das Versteck von Ingrid Merkel ausfindig zu machen. Er kommt mit Kain und Kommissar Halski gerade noch rechtzeitig, um Merkel das Leben zu retten, denn auch Gerber hat sie inzwischen gefunden. Er wird verhaftet und Merkel wird ebenfalls festgenommen.

## Hintergrund
Die Reise in den Tod wurde von der Saxonia Media Filmproduktion GmbH produziert und in Dresden und Krakau gedreht.

## Rezeption

### Einschaltquoten
Bei seiner Erstausstrahlung am 29. Dezember 1996 wurde die Folge Die Reise in den Tod in Deutschland von 6,48 Millionen Zuschauer gesehen, was einem Marktanteil von 18,09 Prozent entsprach.

### Kritik
Die Kritiker der Fernsehzeitschrift TV Spielfilm geben den Daumen nach oben und meinen: „Die Story überrascht mit raffinierten Finten“ und ist zugleich eine „gelungene deutsch-polnische Annäherung.“